# Улица Базницас (Рига)
Улица Ба́зницас (латыш. Baznīcas iela — Церковная) — улица в Центральном районе Риги. Пролегает в северо-восточном направлении, параллельно главной улице города — улице Бривибас — от улицы Элизабетес до улицы Бруниниеку. Общая длина улицы — 726 метров.
На всём протяжении улица покрыта асфальтом. В середине улицы, при пересечении с улицей Гертрудес, находится лютеранская Старая церковь Гертруды, площадь при которой замощена булыжником. Движение на улице Базницас одностороннее (в направлении от ул. Элизабетес к ул. Бруниниеку). На улице расположена конечная остановка городских маршрутных такси № 316 и № 336; другие маршруты общественного транспорта по улице не курсируют.

## История
При создании в 1813 году улице было присвоено название Новая Церковная улица (Neue Kirchenstraße, Новая Кирочная улица). В 1860-е годы улица была переименована в Церковную (Kirchenstraße, Baznīcas iela), при этом до 1870-х годов параллельно существовало название «улица Гертрудинской церкви» (Gertrud-Kirchenstraße). В 1941 году улица была названа именем Эдуарда Вейденбаума, но во время немецкой оккупации её переименовали в улицу Лаудона — в честь фельдмаршала и генералиссимуса Эрнста Гидеона фон Лаудона. В 1944 году улице было возвращено имя Э. Вейденбаума, а в 1994 году — историческое название «улица Базницас».

## Примечательные здания
12 зданий на улице Базницас являются памятниками архитектуры, в том числе 2 из них имеют государственное значение.
- На ул. Базницас, 2 и 4 были старые постройки, которые в 1967 году были снесены, чтобы освободить место для гостиницы «Латвия».
  - здание на ул. Базницас, 4 до 30-х годов XX века принадлежало наследникам Джеймса Армитстеда. В начале XX века там свое детство провели братья Норитисы — скрипач Арведс Норитис и художник Оскар Норитис. В конце 1930-х годов в этом доме жил латышский писатель Янис Яунсудрабиньш. В доме находилось также Испанское консульство. C марта 1941 года в этом здании находилось правление Союза советских писателей Латвийской ССР.
- Здание на улице Базницас, 4a построил в стиле эклектики архитектор Константин Пекшенс. В доме жил писатель Александр Грин. В здании находились редакции различных печатных изданий, печатная мастерская, жилье 1-й роты 5-го Рижского полка айзсаргов, фабрика смоляных продуктов и красок Джона Гернанта, буквенно-литейное производство Klints, Рижская 5-я поликлиника и другие учреждения.
- Дом номер 5 построил архитектор Фридрих Шеффель по заказу Савицкого. Для здания характерны эркеры, завершаемые сверху фронтонами в стиле немецкого ренессанса. Ещё одна примечательная деталь — асимметрия фасада, которую любил Шеффель. Окна углублены в стену, однако проёмы, декорируя и открывая окна дополнительным солнечным лучам. Лестничные клетки украшены витражами. На каждом этаже, начиная со второго, здесь находилось по 2 квартиры. В 1920-е годы в здании проживал скрипач, профессор Латвийской консерватории Адольф Мец (Метц). К 1930-м годам дом перешел в собственность Латвийского университета: химический факультет в 1938 году открыл в помещениях кафедры фармацевтики музей истории фармации. Потом здесь расположилось издательство учебных книг ЛУ, издавался журнал «Природа и наука». В настоящий момент здесь находится департамент развития и планирования Латвийского университета.
- Дом под номером 7 построен как доходный в 1883 году. Здесь жила публицист Милда Палевича. В здании находились различные частные клиники, кожно-венерологический диспансер и поликлиника.
- Архитектор здания под номером 8 — Паулс Кундзиньш, дом построен в 1930—1932 годах. На стене здания находится мемориальная доска архитектору Эрнесту Шталбергу, который жил здесь с 1933 до 1955 года.
- Здание под номером 9/11 — ещё одно произведение архитектора Константина Пекшенса, 1897 год, в стиле эклектики.
- На улице Базницас, 13, в 1911 году был построен доходный дом с магазинами в югендстиле. В 1930-е годы здесь жил Кристап Рудзитис.
- На улице Базницас, 18 находились построенный в первой половине XIX века полутораэтажный деревянный дом, который в 2002 году был демонтирован и в 2005 году установлен на Кипсале по адресу Баласта дамбис, 60, и здание водолечебницы Н. С. Крюгера, построенной в конце XIX века. Перевезенный из центра красный дом с белыми ставнями теперь называют «домом богатого горожанина»[5].

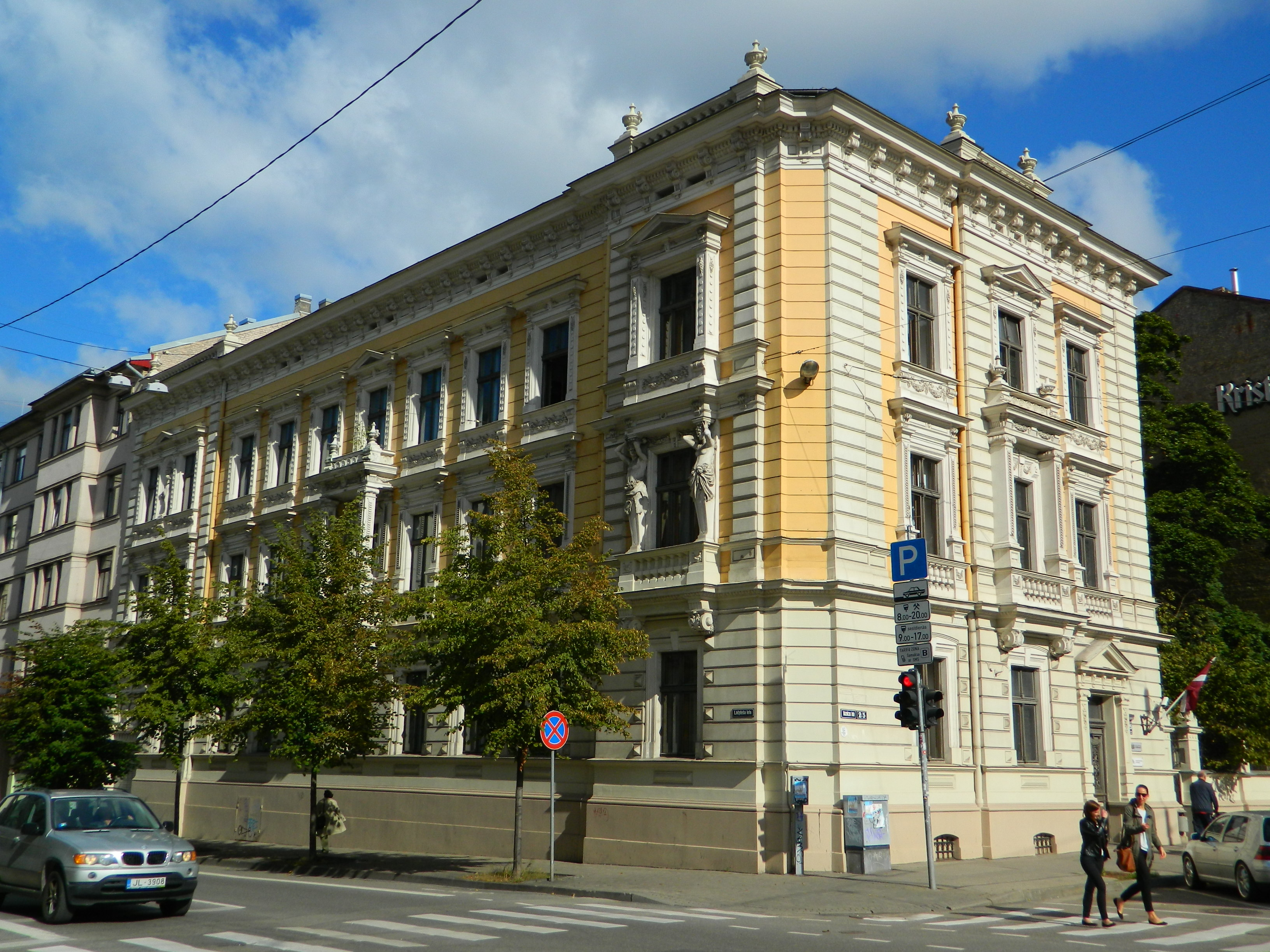
Дом 25

- На улице Базницас, 19/23, архитектор Вильгельм Бокслаф в 1910—1913 годах построил доходный дом с клиникой, в югендстиле с элементами неоклассицизма.
- В доме 25 в 1930-е годы жил многократно назначавшийся министром Вилис Гулбис, министр внутренних дел Корнелий Вейдниекс, министр благосостояния Янис Волонтс, приватдоцент ЛУ, детский врач Александр Биезиньш. В послевоенные годы здесь располагалась редакция газеты «Советская Латвия», а в 1980-е годы — министерство социального обеспечения ЛССР. С момента восстановления независимости до 2005 года в здании находилось министерство здравоохранения.
- На улице Базницас, 30 находятся двухэтажное здание и одноэтажное здание во дворе, оба построены в 1878 году. С 1923 года они переданы в собственность Райниса и Аспазии. В 1949 году на фасадном здании установлена мемориальная доска Райнису. В настоящее время в здании располагается мемориальный музей Райниса и Аспазии. В 2016 году здание было полностью реновировано в рамках программы восстановления музеев Райниса и Аспазии[6].
- На улице Базницас, 31 располагается построенный в 1908 году доходный дом, из которого в эмиграцию отправился основатель Народного театра Вилис Янис Лапениекс. В настоящее время в здании располагается дом моды Гинта Буде и различные частные фирмы.

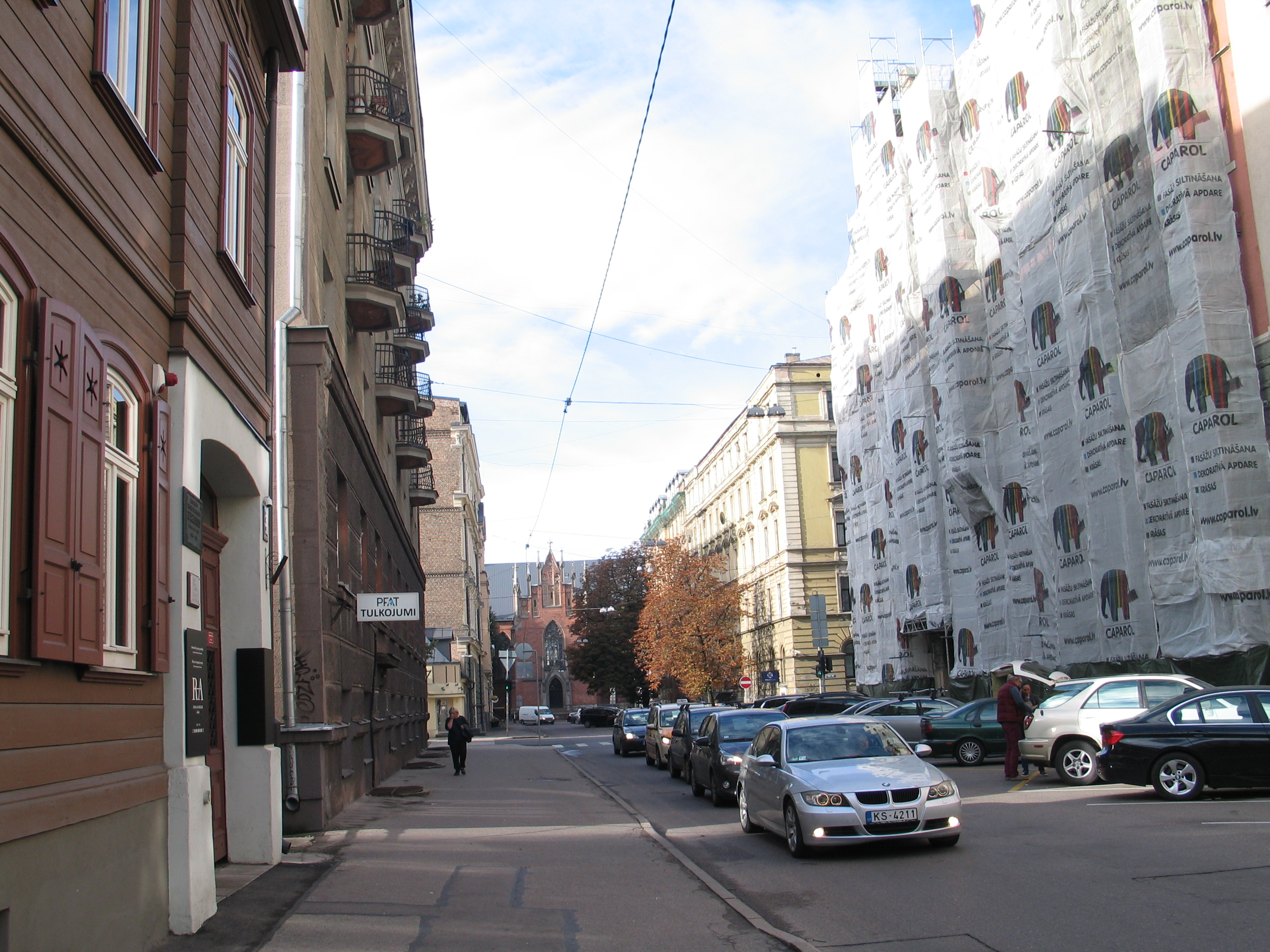
Дальняя часть улицы (вид в сторону центра)

- Под номером 32 находится первый построенный на этой улице каменный дом (1881). Его в стиле эклектики спроектировал архитектор Янис Фридрих Бауманис.
- Под номером 34 построен доходный дом в югендстиле, где в 1920-е годы жил Арвид Калниньш.
- Здание на улице Базницас, 35 в 1902 году построил архитектор Константин Пекшенс. В 1930-е годы здесь жили солистка Национальной оперы Милда Брехмане-Штенгеле, министр финансов Янис Aннус. Осенью 1989 года в подвале здания находился главный избирательный центр Народного фронта Латвии.
- На улице Базницас, 37 в начале 1940 года жил политический деятель Ансис Петревич.
- На улице Базницас, 39 располагается построенный в 1910 году доходный дом, в котором в конце 1930-х годов жил Арвид Жилинскис.
- На улице Базницас, 41/43, с 1973 по 1977 год жил тренер рижского «Динамо», а затем ЦСКА и сборной СССР В. В. Тихонов. 12 апреля 2016 года Федерация хоккея Латвии установила на этом здании мемориальную доску[7].

## Прилегающие улицы
Улица Базницас пересекается со следующими улицами:
- улица Элизабетес (Т-образный перекресток)
- улица Дзирнаву
- улица Лачплеша
- улица Гертрудес
- улица Стабу
- улица Бруниниеку (Т-образный перекресток)